# أيون مقابل

يقابل أنيون البروميد كاتيون رباعي بوتيل الأمونيوم في مركب بروميد رباعي بوتيل الأمونيوم

الأيون المقابل هو أيون يرافق أنواع أيونية مخالف لها بالشحنة الكهربائية بحيث يتحقق في النهاية الاعتدال الكهربائي للنظام.
يمكن تطبيق هذا المبدأ على المركبات الكيميائية البسيطة، كما يمكن تعميمه ليشمل المعقدات التناسقية وكذلك في راتنجات التبادل الأيوني والغروانيات.
تعد كاتيونات الأمونيوم الرابعية من الأيونات المقابلة المحبة للدهن واسعة الاستخدام من أجل إذابة الأيونات في المذيبات العضوية.

## معرض صور

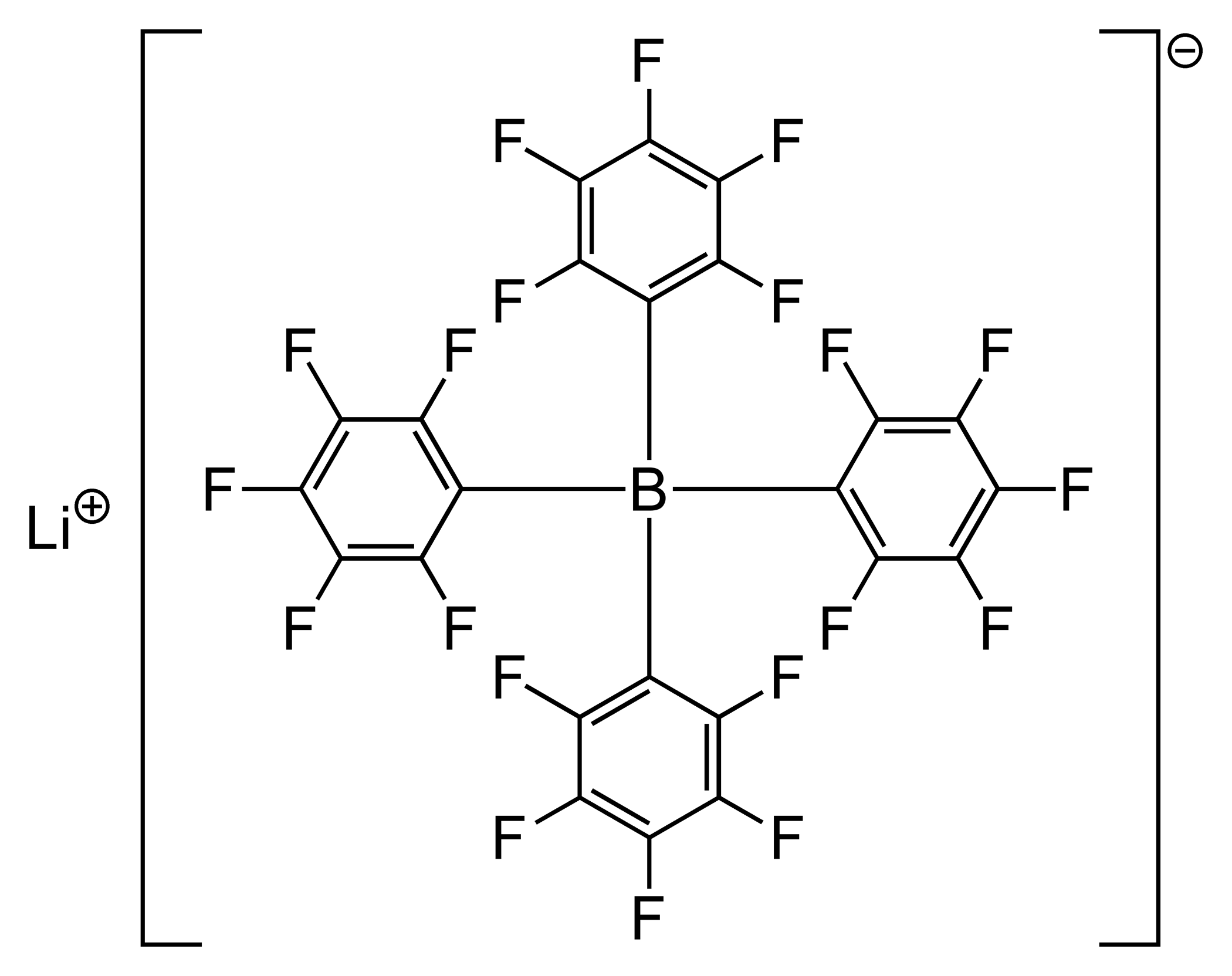
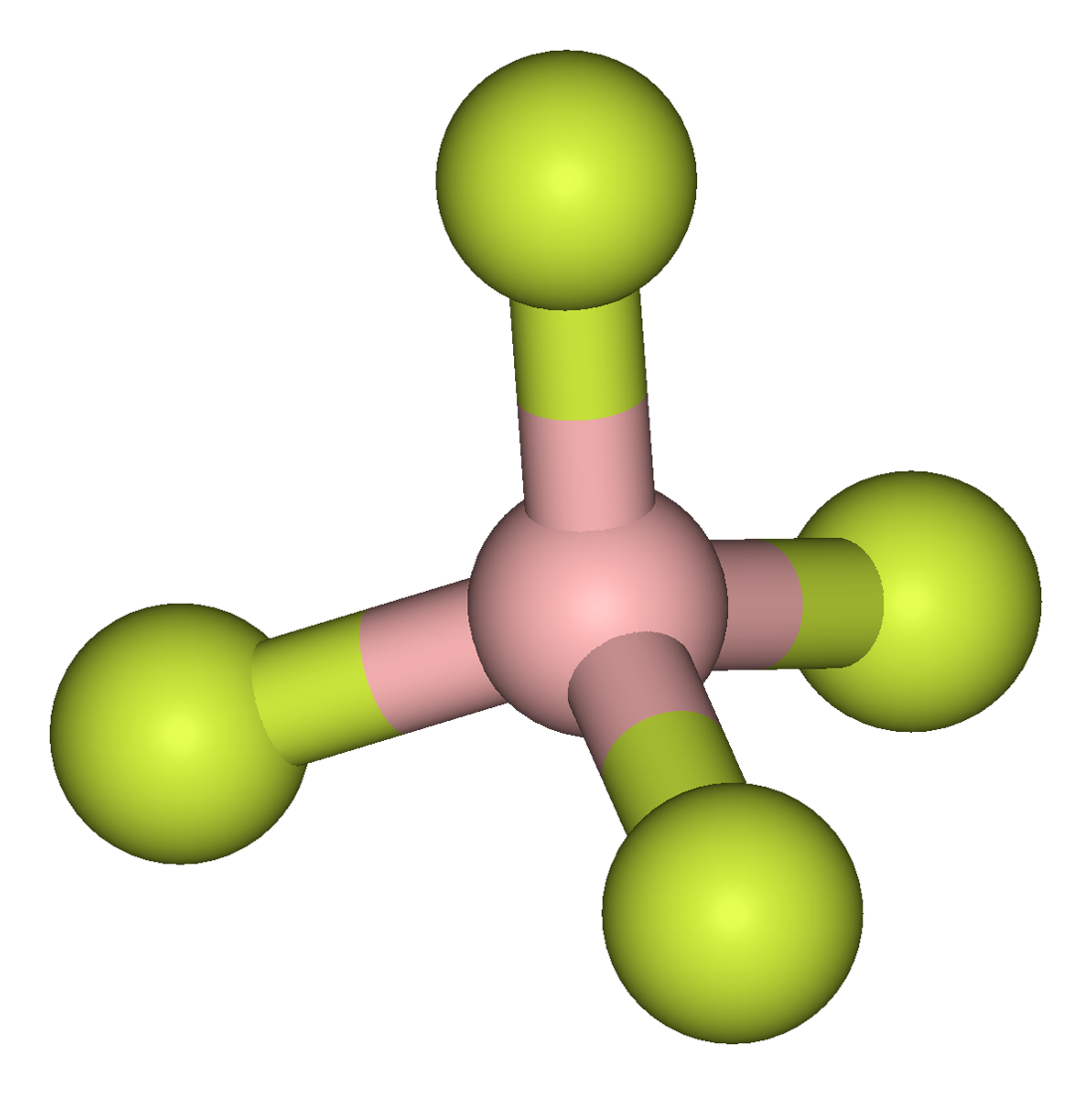
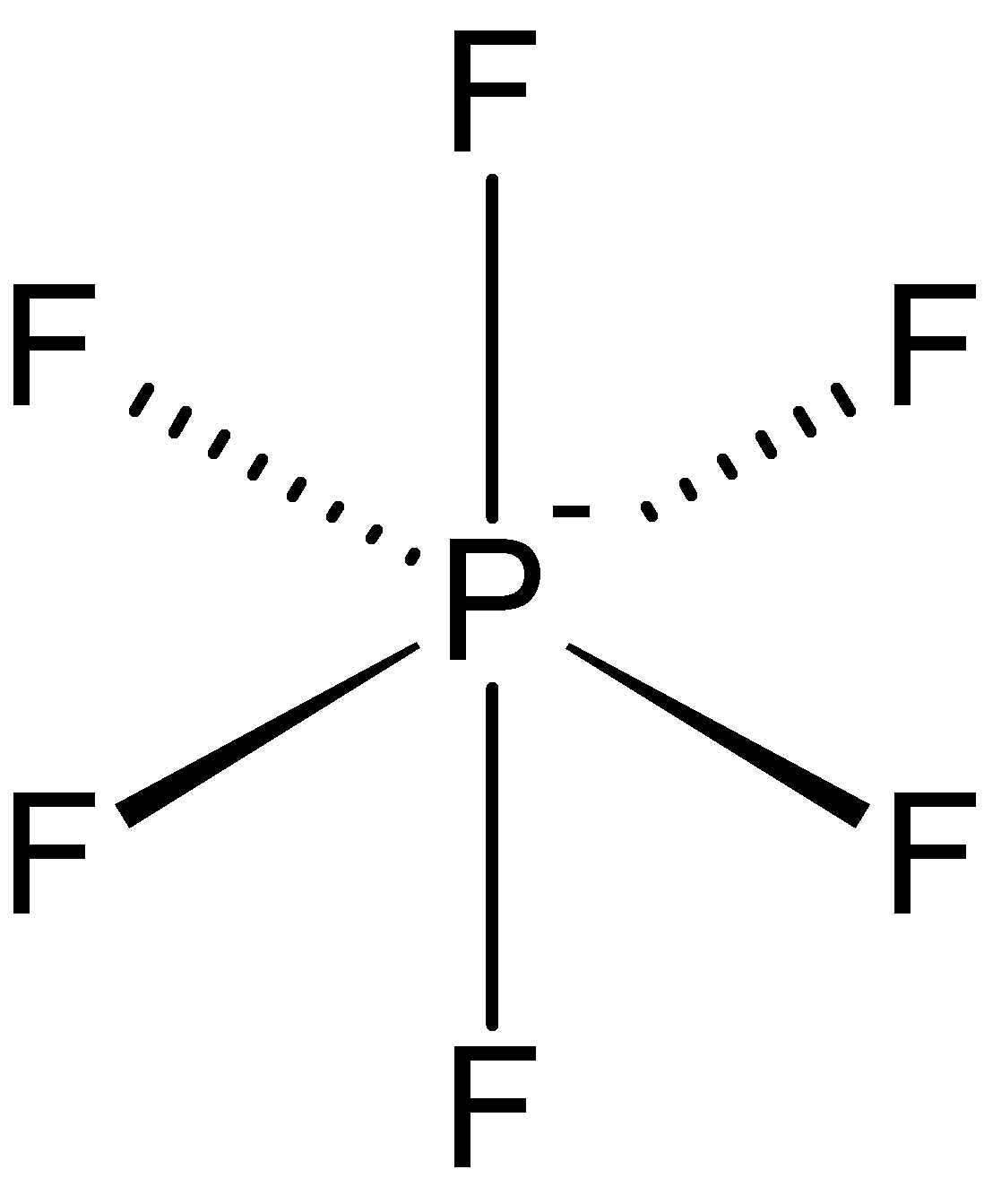
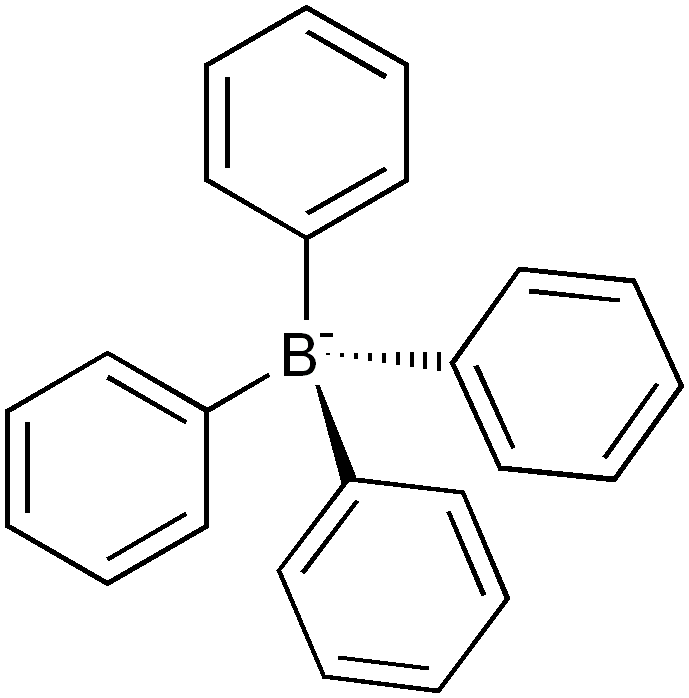